# Трапеція (морська справа)

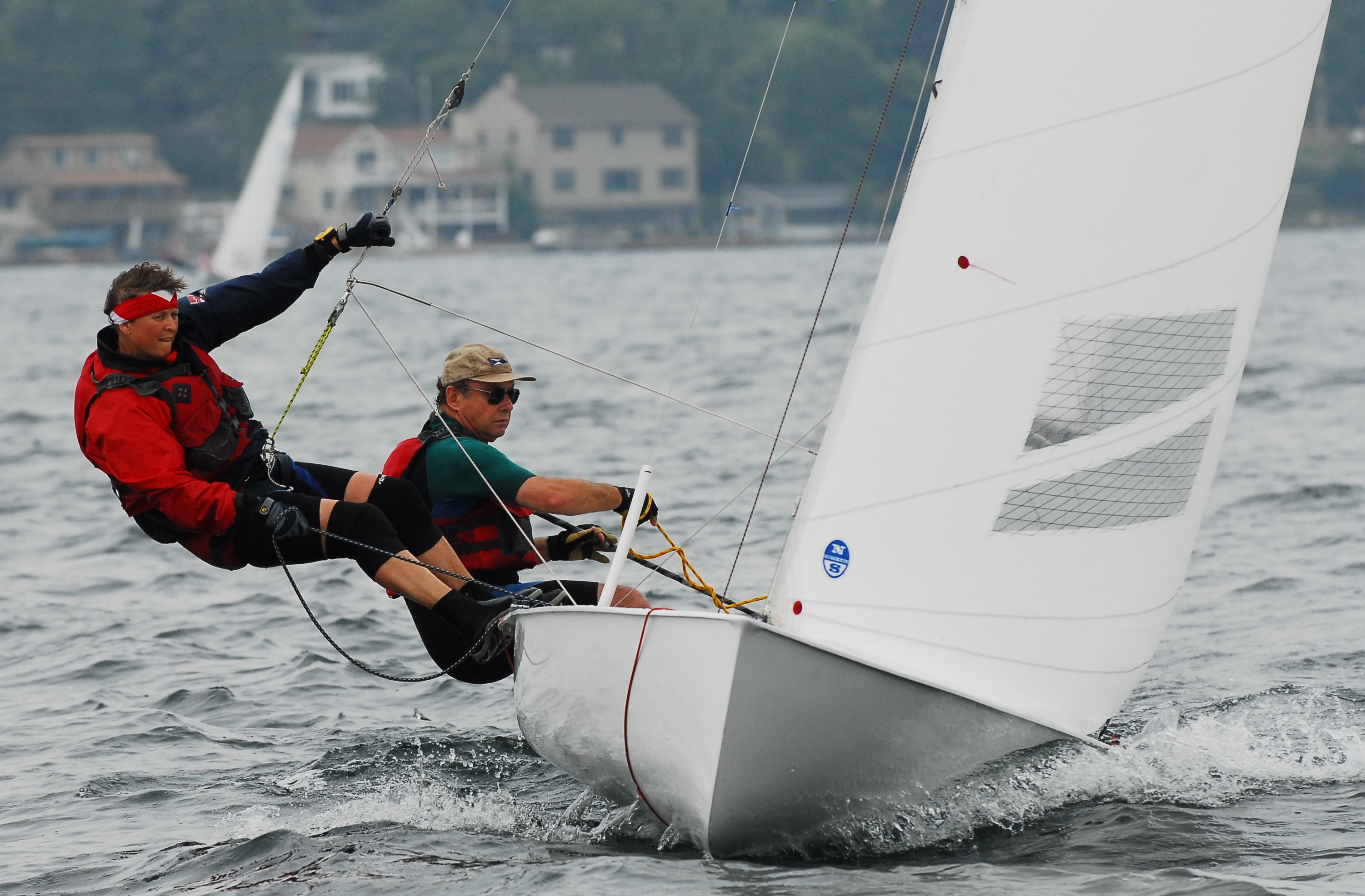
Матрос яхти Flying Dutchman на трапеції під час різкого перекладання стерна.

Трапеція у вітрильному спорті — трос, що спускається зі щогли вітрильної яхти або катамарана і споряджений на нижньому кінці руків'ям, кільцем чи амортизуючим шнуром. Один з членів екіпажу може пристібуватися до трапеції за допомогою ремінної обв'язки, повисаючи на трапеції і врівноважуючи своєю вагою крен судна і поліпшуючи тим самим його остійність.
Трапеція також може виконувати роль страхувального леєра для пересування вздовж судна біля його борту. На багатьох яхтах, наприклад на двомісній яхті класу 420, є тільки одна трапеція, і пристібується до неї матрос. На International 14 та 49er можуть бути дві трапеції: для матроса і капітана.

## Галерея

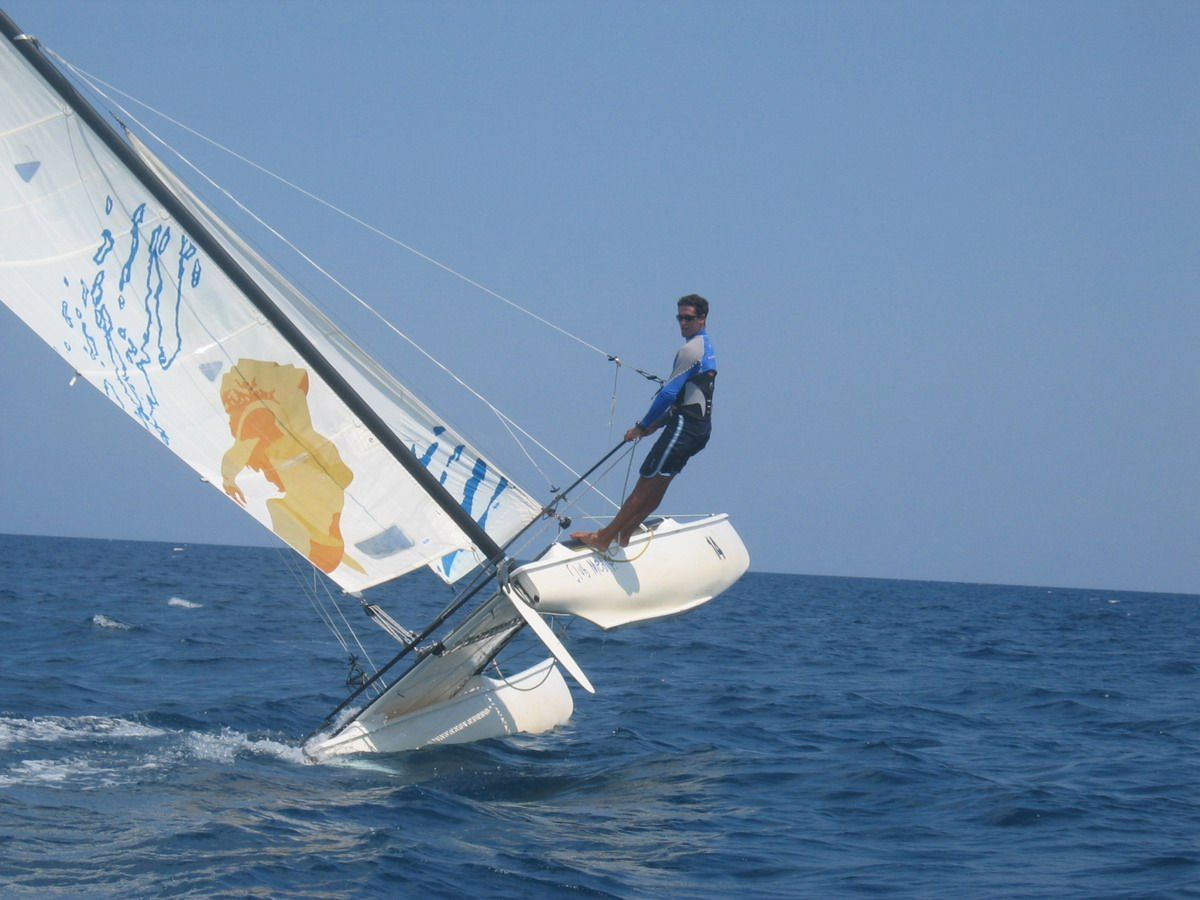
Врівноважування крена на катамарані висом на трапеції
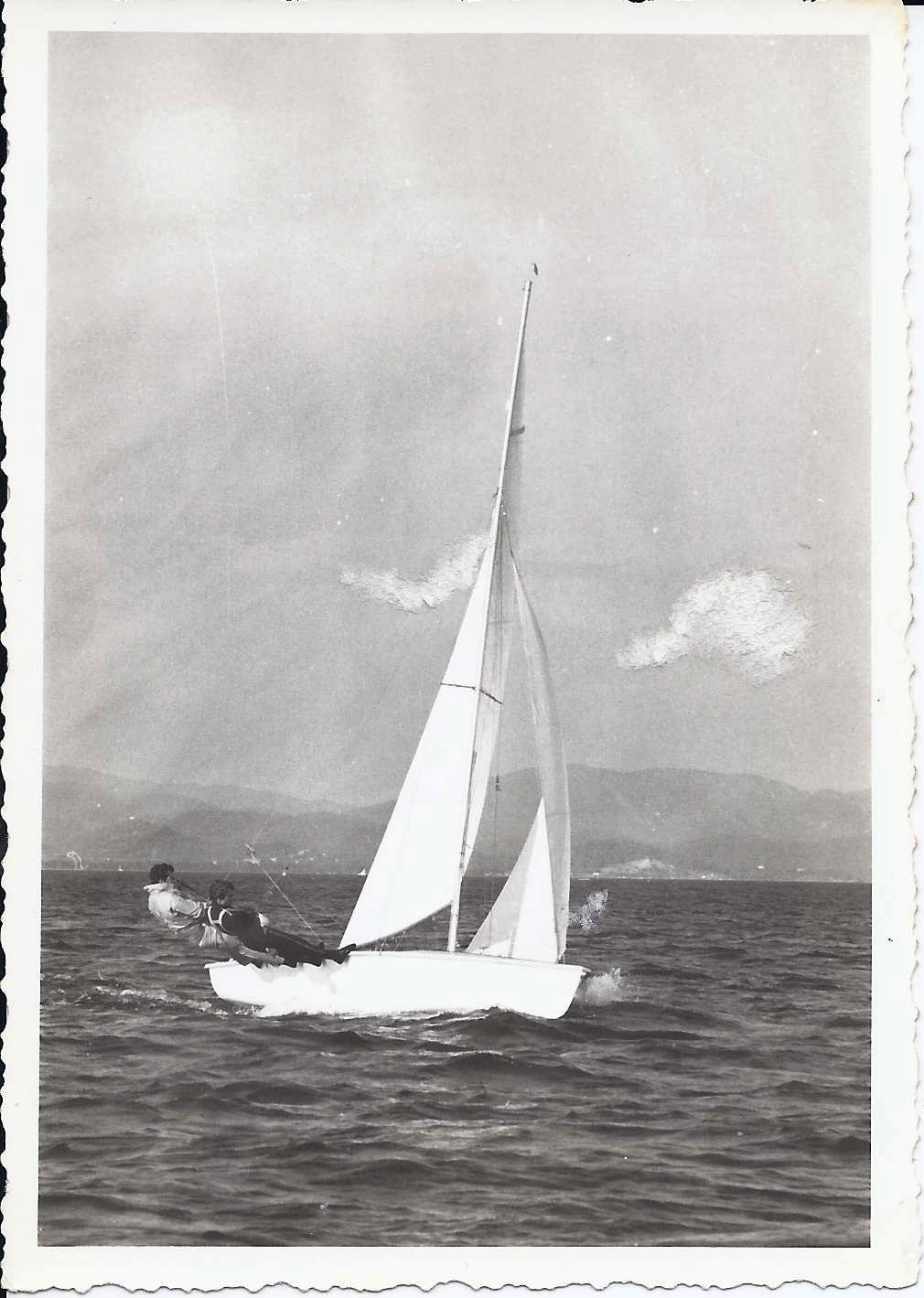
Випробування подвійної трапеції яхти класу Windy 369 на рейді Єра, 1969 р.
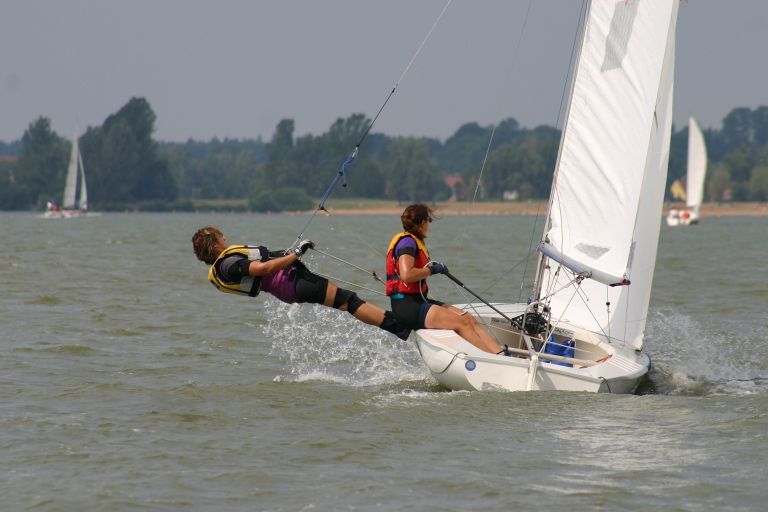
Вис на трапеції на яхті класу Korsar.
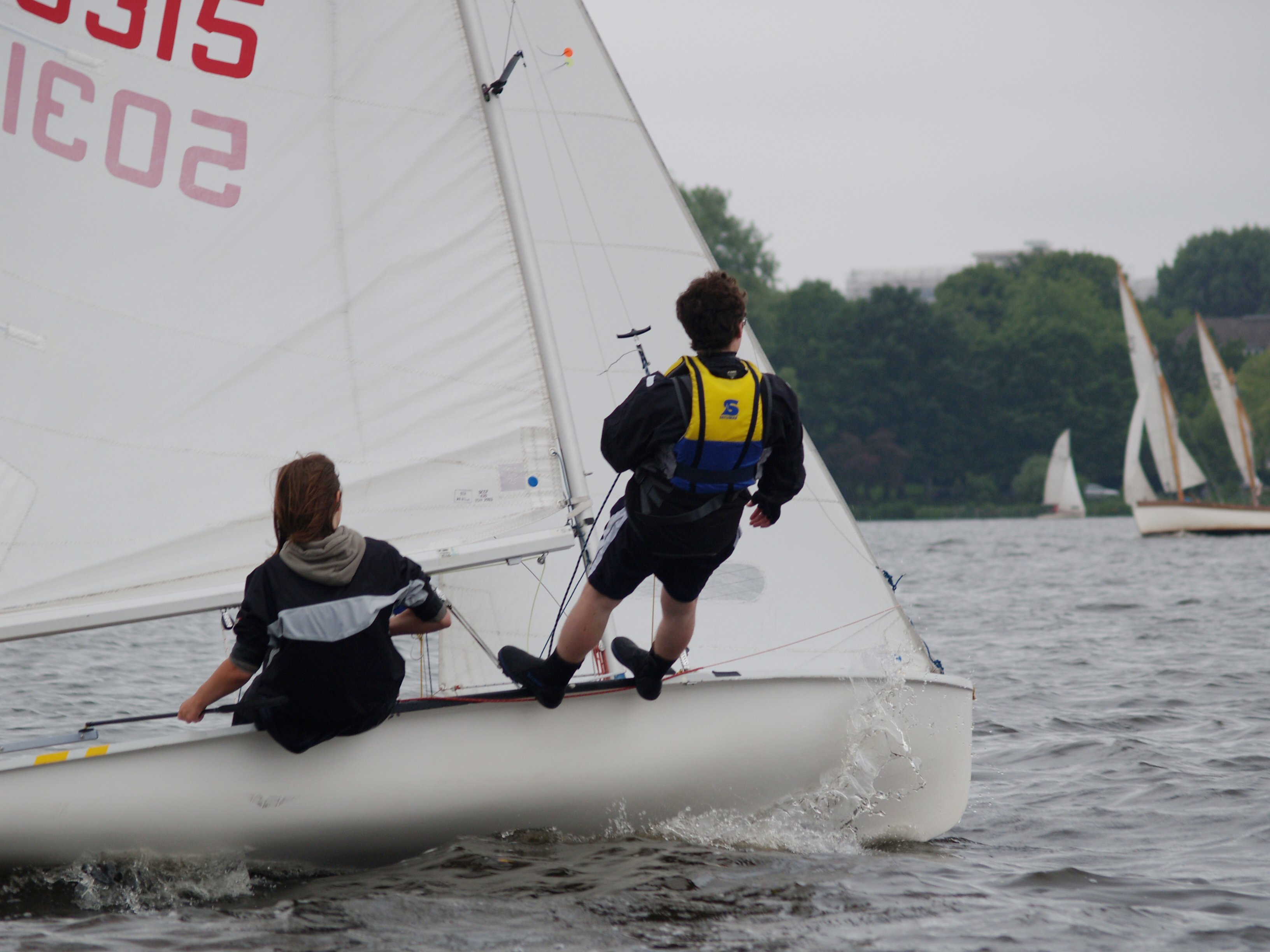
Вис на трапеції на яхті класу 420 (неправильне положення, оскільки ноги впираються каблуками в борт).
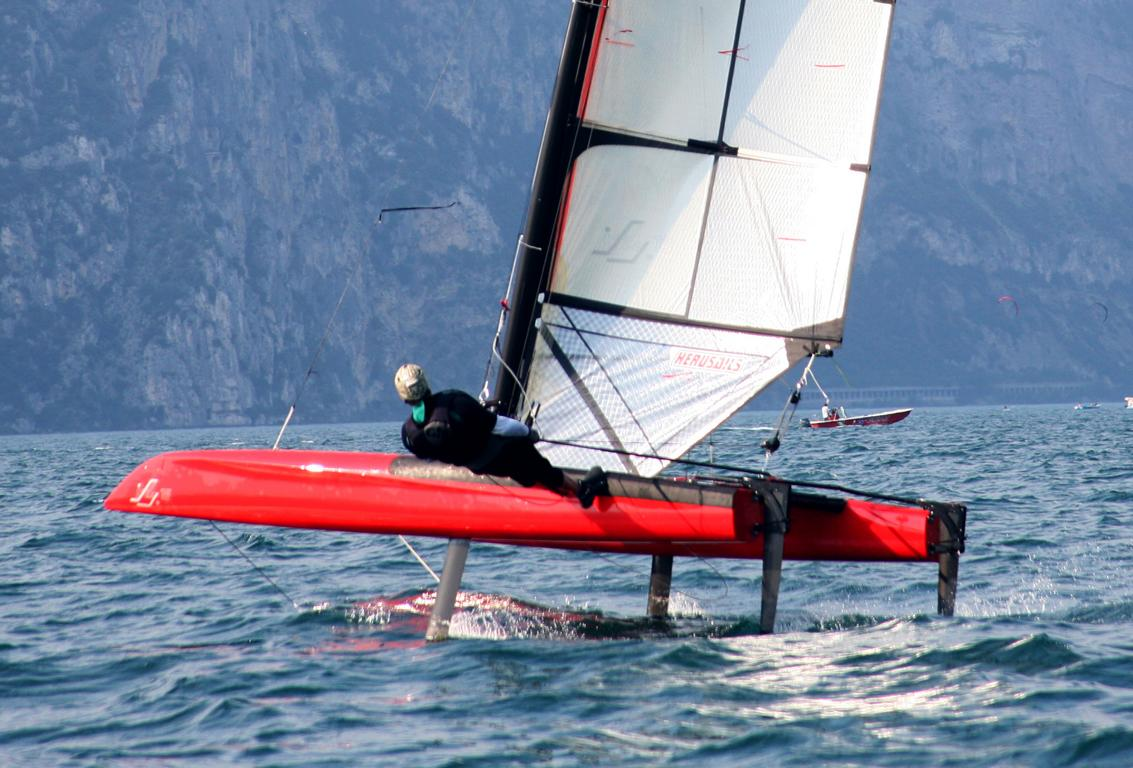
Капітан на трапеції спортивного катамарана.